# چارنا ویلکا
چارنا ویلکا (به لهستانی:  Czarna Wielka) یک روستا در لهستان است که در گمینا گروجیسک واقع شده‌است.